# Изумрудные колибри
Изумрудные колибри (лат. Chlorostilbon) — род птиц семейства колибри.

## Виды
Международный союз орнитологов относит к роду 10 видов:
- Chlorostilbon assimilis Lawrence, 1861
- Chlorostilbon melanorhynchus Gould, 1860
- Красноклювый изумрудный колибри (Chlorostilbon gibsoni (Fraser, 1840))
- Синехвостый изумрудный колибри (Chlorostilbon mellisugus (Linnaeus, 1758))
- Chlorostilbon olivaresi F.G. Stiles 1996
- Chlorostilbon lucidus (Shaw, 1812)
- Бронзовый изумрудный колибри (Chlorostilbon russatus (Salvin & Godman, 1881))
- Узкохвостый изумрудный колибри (Chlorostilbon stenurus (Cabanis & Heine, 1860))
- Зеленохвостый изумрудный колибри (Chlorostilbon alice (Bourcier & Mulsant, 1848))
- Короткохвостый изумрудный колибри (Chlorostilbon poortmani (Bourcier, 1843))